# Higašiósaka
Higašiósaka (japonsky 東大阪市 – Higašiósaka ši, doslova východní Ósaka) je město v prefektuře Ósaka na ostrově Honšú v Japonsku. V souladu se svým jménem leží východně od Ósaky, s kterou patří do jedné aglomerace. Samotná Higašiósaka měla přitom v roce 2017 bezmála půl miliónu obyvatel.

## Poloha
Higašiósaka leží na východním okraji prefektury Ósaka – na východě hraničí s prefekturou Narou. V rámci prefektury Ósaka s ní na západě sousedí Ósaka, na severu město Daitó a na jihu město Jao.

## Dějiny
Higašiósaka vznikla 1. února 1967 sloučení měst Fuse (布施市), Hiraoka (枚岡市) a Kawači (河内市).

### Rodáci
- Šin’ja Jamanaka, lékař a vědec pracující v oboru kmenových buněk